# Hemiphonoides armatus
Hemiphonoides armatus är en insektsart som beskrevs av Lucien Chopard 1951. Hemiphonoides armatus ingår i släktet Hemiphonoides och familjen syrsor. Inga underarter finns listade i Catalogue of Life.